# Yang Wei (gimnastyk)
Yang Wei (chiń. upr. 杨威; chiń. trad. 楊威; pinyin Yáng Wēi; ur. 8 lutego 1980 w Xiantao) – chiński gimnastyk, trzykrotny mistrz olimpijski, siedmiokrotny mistrz świata.
Startuje we wszystkich konkurencjach gimnastycznych. Największym osiągnięciem zawodnika jest złoty medal w wieloboju indywidualnym podczas igrzysk olimpijskich w Pekinie (jest również dwukrotnie złotym medalistą drużynowo i srebrnym w ćwiczeniach na kółkach i wieloboju) oraz dziesięciokrotnym medalistą mistrzostw świata.

## Osiągnięcia
| Rok  | Zawody               | Miasto    | Miejsce | Konkurencja            | Punktacja |
| ---- | -------------------- | --------- | ------- | ---------------------- | --------- |
| 1999 | Mistrzostwa świata   | Tiencin   | 1       | Wielobój drużynowo     | 230.395   |
| 1999 | Mistrzostwa świata   | Tiencin   | 3       | Ćwiczenia na drążku    | 9.612     |
| 2000 | Igrzyska olimpijskie | Sydney    | 1       | Wielobój drużynowo     | 231.919   |
| 2000 | Igrzyska olimpijskie | Sydney    | 2       | Wielobój indywidualnie | 58.361    |
| 2002 | Mistrzostwa świata   | Debreczyn | 3       | Skok                   | 9.631     |
| 2003 | Mistrzostwa świata   | Anaheim   | 1       | Wielobój drużynowo     | 171.996   |
| 2003 | Mistrzostwa świata   | Anaheim   | 2       | Wielobój indywidualnie | 57.710    |
| 2006 | Mistrzostwa świata   | Århus     | 1       | Wielobój drużynowo     | 277.775   |
| 2006 | Mistrzostwa świata   | Århus     | 1       | Wielobój indywidualnie | 94.400    |
| 2006 | Mistrzostwa świata   | Århus     | 1       | Ćwiczenia na poręczach | 16.075    |
| 2007 | Mistrzostwa świata   | Stuttgart | 1       | Wielobój drużynowo     | 281.900   |
| 2007 | Mistrzostwa świata   | Stuttgart | 1       | Wielobój indywidualnie | 93.675    |
| 2008 | Igrzyska olimpijskie | Pekin     | 1       | Wielobój drużynowo     | 286.125   |
| 2008 | Igrzyska olimpijskie | Pekin     | 1       | Wielobój indywidualnie | 94.575    |
| 2008 | Igrzyska olimpijskie | Pekin     | 2       | Ćwiczenia na kółkach   | 16.425    |